# Kuti (Andrijevica)
Pour les articles homonymes, voir Kuti.
Kuti (en serbe cyrillique : Кути) est un village du nord-est du Monténégro, dans la municipalité d'Andrijevica.

## Démographie

### Évolution historique de la population
| 1948 | 1953 | 1961 | 1971 | 1981 | 1991 | 2003 |
| ---- | ---- | ---- | ---- | ---- | ---- | ---- |
| 180  | 182  | 177  | 132  | 95   | 75   | 49   |